# 国光连锁

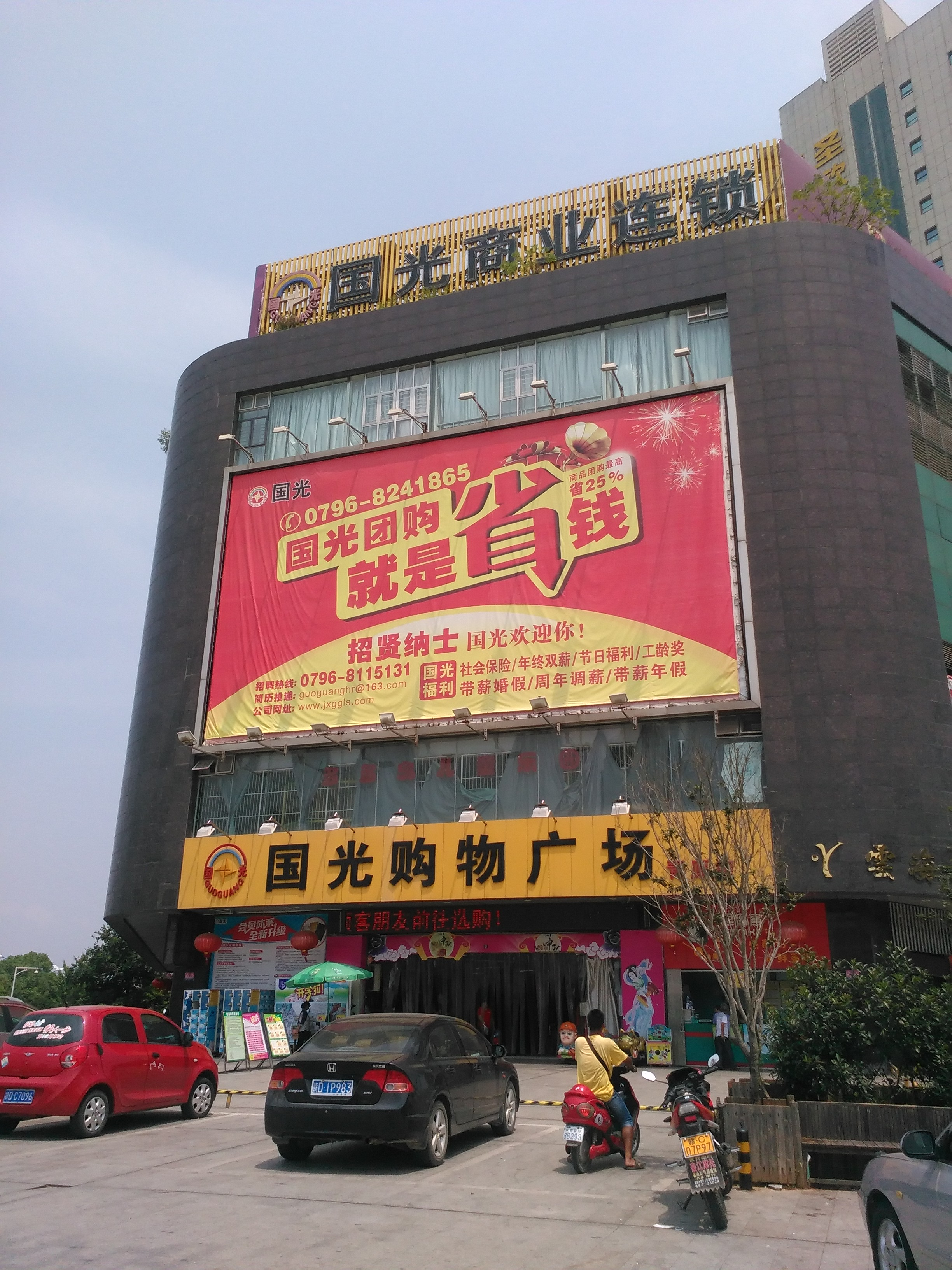
国光青原店与公司总部

江西国光商业连锁股份有限公司（英語：Jiangxi Guoguang Commercial Chains Co,ltd.；上交所：605188，简称：国光连锁）是一家江西吉安的上市公司，总部在青原区。
2013年谣言说国光整体出卖。
2013年甘雨亭与国光成為新对手。